# Nettleton
Nettleton é uma cidade  localizada no estado americano de Mississippi, no Condado de Lee e Condado de Monroe.

## Demografia
Segundo o censo americano de 2000, a sua população era de 1932 habitantes.
Em 2006, foi estimada uma população de 2017, um aumento de 85 (4.4%).

## Geografia
De acordo com o United States Census Bureau tem uma área de
7,0 km², dos quais 7,0 km² cobertos por terra e 0,0 km² cobertos por água. Nettleton localiza-se a aproximadamente 64 m acima do nível do mar.

## Localidades na vizinhança
O diagrama seguinte representa as localidades num raio de 20 km ao redor de Nettleton.